# Raivydas Stanys
Raivydas Stanys (* 3. února 1987 Rokiškis, Panevėžyský kraj) je litevský atlet, jehož specializací je skok do výšky.

## Kariéra
V roce 2009 nepostoupil na halovém ME v Turíně z kvalifikace a na evropském šampionátu do 23 let v Kaunasu obsadil 8. místo. V roce 2011 skončil na světové letní univerziádě v čínském Šen-čenu na 5. místě (224 cm). Kvalifikoval se také na MS v atletice, které se konalo v jihokorejském Tegu, avšak do finále nepostoupil, když se umístil na 20. místě.

### 2012
Jeho dosavadním největším úspěchem je stříbrná medaile, kterou vybojoval na evropském šampionátu v Helsinkách v roce 2012. Upozornil na sebe již v kvalifikaci, když jako jediný na žádné výšce nezaváhal a postoupil do finále s čistým technickým zápisem. Ve finále měl problémy na druhé postupné výšce 220 cm, kterou nakonec zdolal posledním možným pokusem. V konečném součtu však poprvé v kariéře překonal hranici 230 cm a výkonem 231 cm vybojoval stříbrnou medaili. Mistrem Evropy se stal díky lepšímu technickému zápisu Brit Robert Grabarz. Na Letních olympijských hrách 2012 v Londýně již podobný úspěch nezopakoval, když v kvalifikaci překonal pouze 216 cm a obsadil celkové 27. místo.

### Osobní rekordy
- hala – 225 cm – 20. února 2009, Kaunas
- venku – 231 cm – 29. června 2012, Helsinky